# Aeletes termitophilus
Aeletes termitophilus är en skalbaggsart som beskrevs av Wenzel 1944. Aeletes termitophilus ingår i släktet Aeletes och familjen stumpbaggar. Inga underarter finns listade i Catalogue of Life.